# Unwritten
Unwritten ist ein Lied der britischen Sängerin Natasha Bedingfield. Sie schrieb das Lied zusammen mit Danielle Brisebois und Wayne Rodriguez für ihr Debütalbum Unwritten. Das Stück wurde im November 2004 im Vereinigten Königreich als dritte Single des Albums veröffentlicht und 2006 als zweite Single des Albums in den Vereinigten Staaten. Es erreichte in den amerikanischen Billboard Hot 100 Platz 5 und wurde ihr erster Top-10-Hit in den USA.
Das Lied brachte Bedingfield eine Grammy-Nominierung in der Kategorie Grammy Award for Best Female Pop Vocal Performance bei den Grammy Awards 2006 ein. Um die Single zu promoten, wurden zwei Musikvideos gedreht. Das erste wurde 2004 im Vereinigten Königreich gedreht, das zweite 2006 in New York City.

## Kommerzieller Erfolg

### Chartplatzierungen
Es war das dritterfolgreichste Lied einer Künstlerin im Jahr 2006 in den Vereinigten Staaten, hinter Hips Don’t Lie von Shakira und Wyclef Jean und Promiscuous von Nelly Furtado und Timbaland. Unwritten war im Vereinigten Königreich nicht so erfolgreich wie ihr nachfolgender Nummer-eins-Hit These Words, aber erreichte Platz 6. Es ist einer der wenigen Songs von Bedingfield, der sich in Nordamerika erfolgreicher platzierte als in Europa. In Deutschland erreichte das Stück zunächst Platz 22 der Singlecharts sowie für fünf Wochen die Spitzenposition der Airplaycharts.
Das Lied wurde im Film Wo die Lüge hinfällt verwendet, der im Januar 2024 in die deutschen und österreichischen Kinos kam, und erreichte im Februar 2024 in Österreich Platz eins und in Deutschland Rang fünf der Singlecharts.
| ChartsChartplatzierungen       | Höchstplatzierung | Wochen |
| ------------------------------ | ----------------- | ------ |
| Deutschland (GfK)              | 5 (… Wo.)         | …      |
| Österreich (Ö3)                | 1 (59 Wo.)        | 59     |
| Schweiz (IFPI)                 | 4 (73 Wo.)        | 73     |
| Vereinigte Staaten (Billboard) | 5 (42 Wo.)        | 42     |
| Vereinigtes Königreich (OCC)   | 6 (74 Wo.)        | 74     |

| ChartsJahrescharts (2006)      | Platzierung |
| ------------------------------ | ----------- |
| Vereinigte Staaten (Billboard) | 6           |

| ChartsJahrescharts (2024)    | Platzierung |
| ---------------------------- | ----------- |
| Deutschland (GfK)            | 14          |
| Österreich (Ö3)              | 5           |
| Schweiz (IFPI)               | 24          |
| Vereinigtes Königreich (OCC) | 25          |

### Auszeichnungen für Musikverkäufe
| Land/Region                  | Auszeichnungen für Musikverkäufe (Land/Region, Auszeichnung, Verkäufe) | Verkäufe  |
| ---------------------------- | ---------------------------------------------------------------------- | --------- |
| Australien (ARIA)            | 7× Platin                                                              | 490.000   |
| Dänemark (IFPI)              | Platin                                                                 | 90.000    |
| Deutschland (BVMI)           | Gold                                                                   | 150.000   |
| Griechenland (IFPI)          | Gold                                                                   | 10.000    |
| Italien (FIMI)               | Platin                                                                 | 100.000   |
| Kanada (MC)                  | Platin                                                                 | 40.000    |
| Neuseeland (RMNZ)            | 5× Platin                                                              | 150.000   |
| Portugal (AFP)               | 3× Platin                                                              | 30.000    |
| Spanien (Promusicae)         | 2× Platin                                                              | 120.000   |
| Ungarn (MAHASZ)              | 2× Platin                                                              | 8.000     |
| Vereinigte Staaten (RIAA)    | 2× Platin · + Gold (Mastertone)                                        | 2.500.000 |
| Vereinigtes Königreich (BPI) | 3× Platin                                                              | 1.800.000 |
| Insgesamt                    | 3× Gold · 27× Platin ·                                                 | 5.488.000 |